# Poule de Hollande du Nord

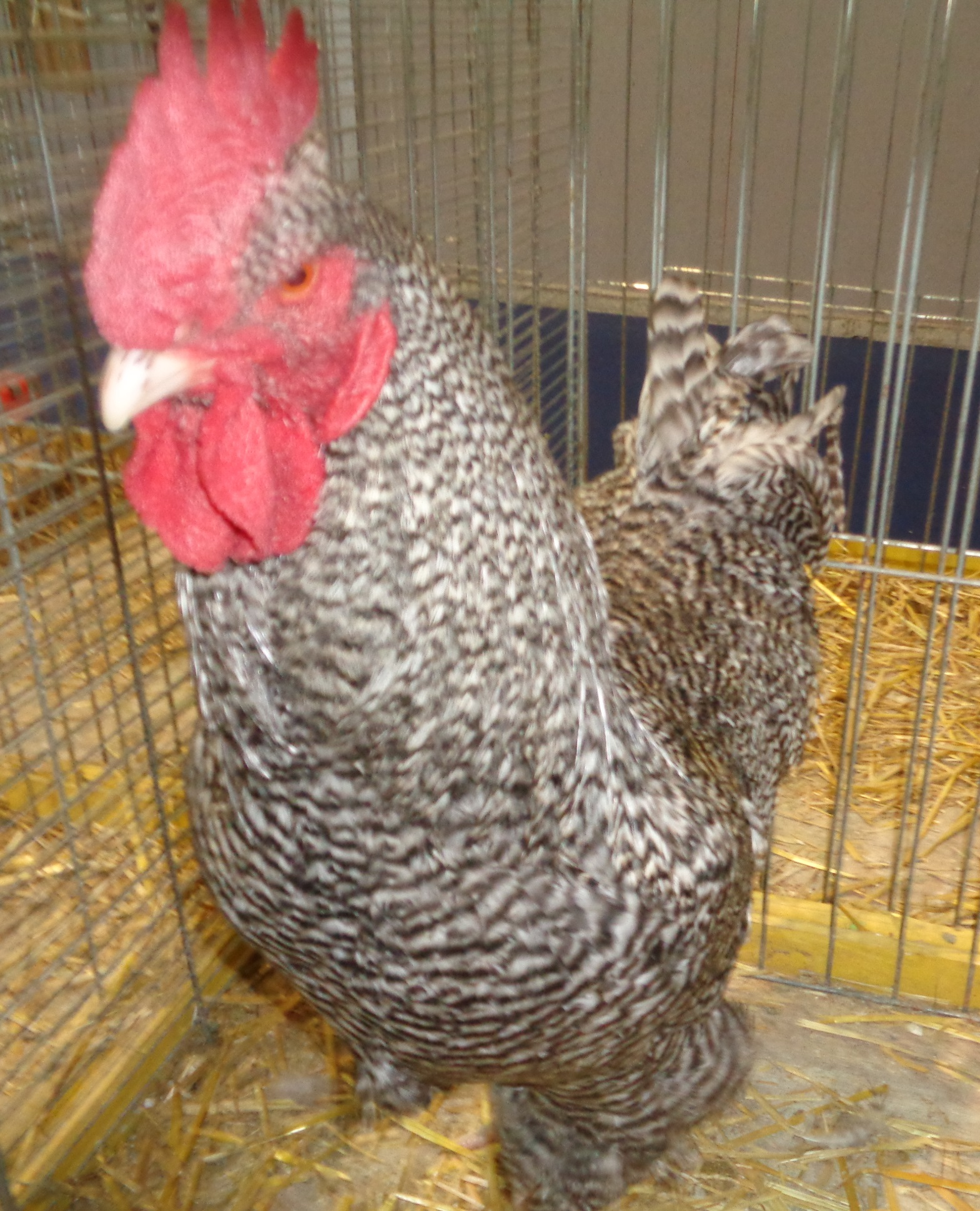
Coq bleu de Hollande du Nord

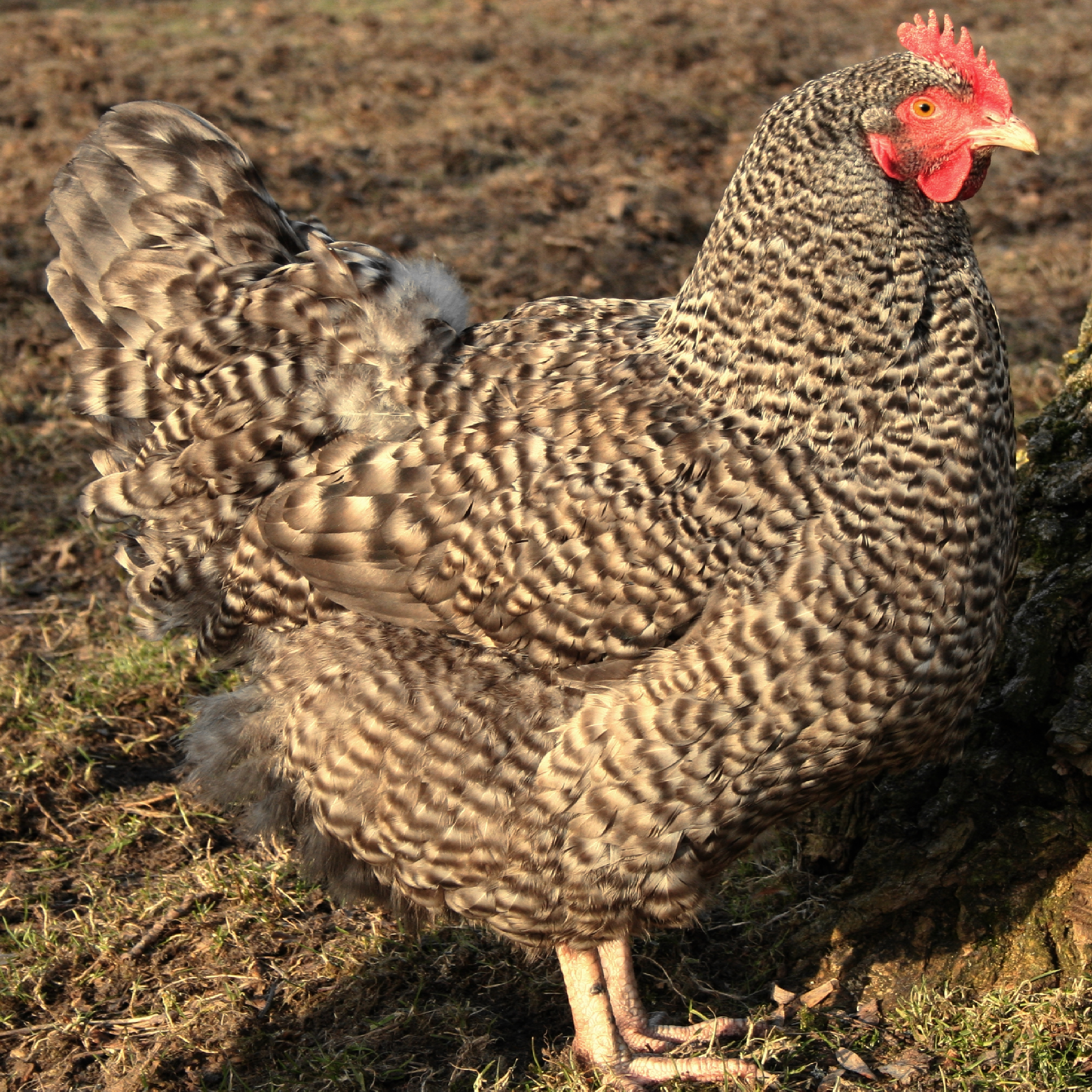
Poule de Hollande du Nord bleue.

La Poule de Hollande du Nord, anciennement Bleue de Hollande est une race de poule domestique. Elle figure parmi les 108 races de poule reconnues du British Poultry Standard.

## Description
C'est une race de chair, bonne pondeuse.

### Origine
Elle est originaire de La Hollande-Septentrionale, aux Pays-Bas.

### Standard officiel
- Masse idéale : Coq : 3 à 4 kg ; Poule : 2.5 à 3 kg
- Crête : simple
- Oreillons : rouges
- Couleur des yeux : rouge-orangé
- Couleur des tarses : jaune
- Variétés de plumage : seulement coucou
- Œufs à couver : min. g, coquille blanche / crème / rousse / bleu-pastel / vert-olive / brune
- Diamètre des bagues : Coq :18 mm ; Poule :16 mm

## Sources
- Le Standard officiel des volailles (Poules, oies, dindons, canards et pintades), édité par la Société centrale d'aviculture de France.